# Třída Implacable
Třída Implacable byla třída letadlových lodí britského královského námořnictva z éry druhé světové války. Jednalo se o poslední ze tří skupin letadlových lodí třídy Illustrious (druhou skupinu tvořila samotná HMS Indomitable). Celkem byly postaveny dvě jednotky této třídy. Ve službě byly v letech 1944–1956. Nasazeny byly za druhé světové války. Mimo jiné se zapojily do útoků na německou bitevní loď Tirpitz a později byly nasazeny na Tichomořském bojišti. Po válce byly využívány k výcviku. Roku 1954 byly vyřazeny a sešrotovány.

## Stavba
Letadlové lodě třídy Implacable měly oproti prvním dvěma skupinám své třídy dvoupatrový hangár, větší kapacitu letadel a upravený pohonný systém se čtyřmi skupinami turbín. Celkem byly postaveny dvě jednotky této třídy. Na jejich stavbě se podílely britské loděnice John Brown & Co. v Clydebanku a Fairfield Shipbuilding and Engineering Co. v Govanu.
Jednotky třídy Implacable:
| Jméno                           | Loděnice   | Založení kýlu | Spuštěna          | Vstup do služby | Poznámka                                               |
| ------------------------------- | ---------- | ------------- | ----------------- | --------------- | ------------------------------------------------------ |
| HMS Implacable (R86, ex 86, R5) | John Brown | listopad 1939 | 8. prosince 1942  | 3. května 1944  | V letech 1952–1954 využívána k výcviku, vyřazena 1956. |
| HMS Indefatigable (R10, 10, R7) | Fairfield  | únor 1939     | 10. prosince 1942 | 28. srpna 1944  | V letech 1950–1954 využívána k výcviku, vyřazena 1954. |

## Konstrukce

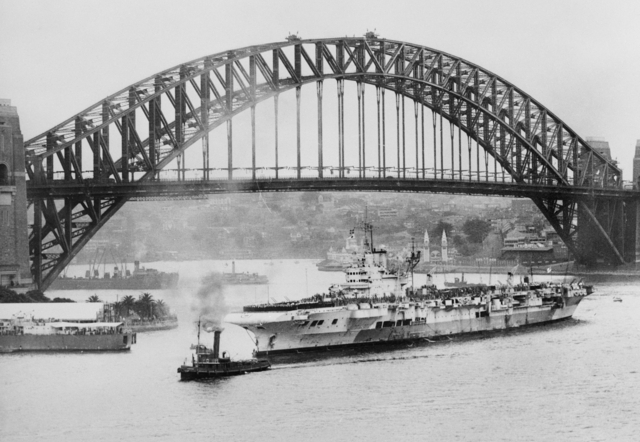
Implacable v roce 1945 v Sydney

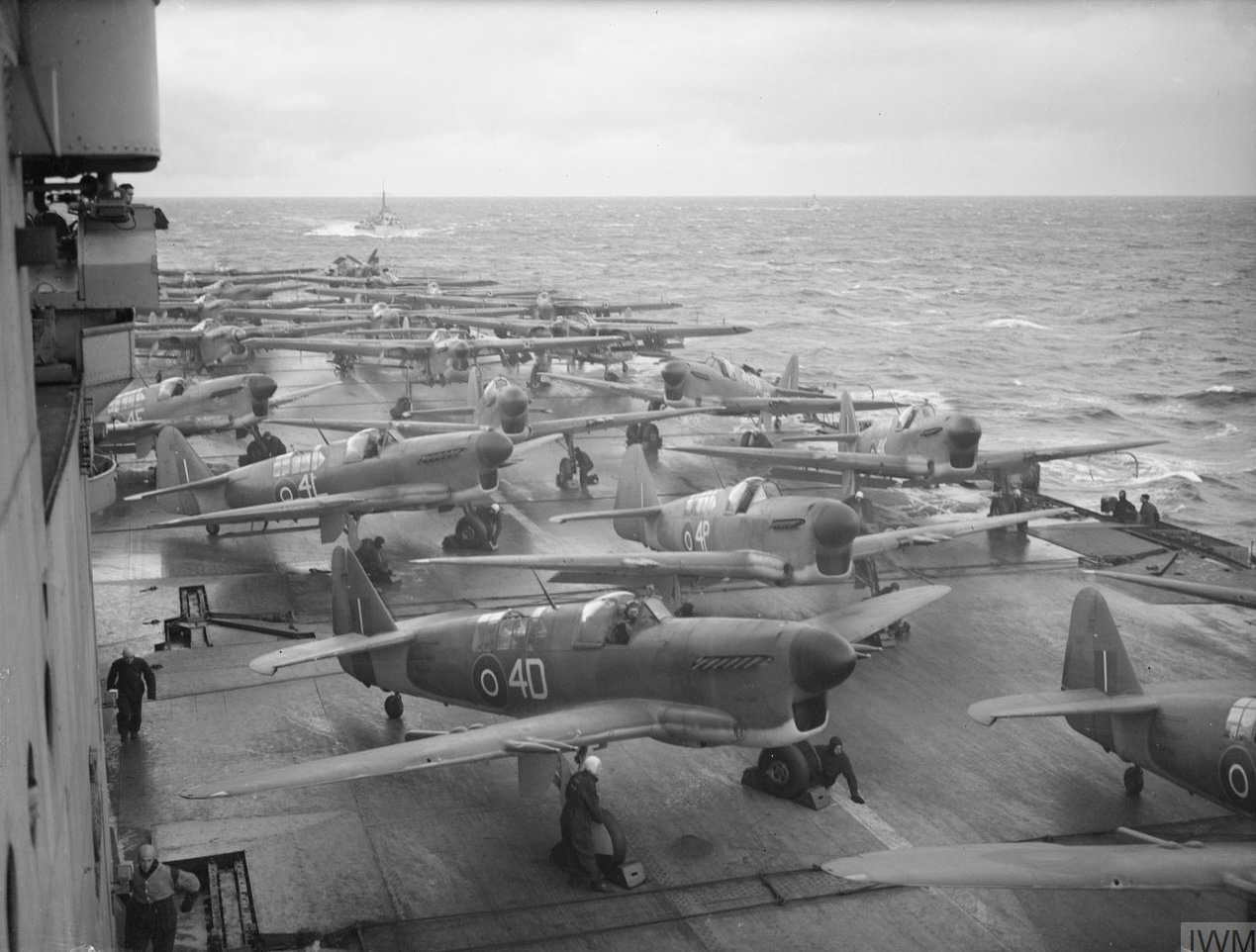
Palubní letouny Implacable

Plavidla měla kvalitní pancéřování. Celkem 62% letové paluby (nad horním hangárem) chránil 76mm pancíř, další úseky letové paluby chránil 38mm pancíř. Třetinu trupu chránil 114mm pancéřový pás, přičemž lodě měly ještě protitorpédovou obšívku. Pancéřovány byly rovněž boky hangáru (51 mm) a sklady munice (51–76 mm).
Kapacita činila až 60 letounů, které startovaly pomocí katapultu. Jejich složení se během služby měnilo. Například v říjnu 1944 nesla Implacable 46× Seafire, 24× Barracuda a 12× Firefly.
Výzbroj tvořilo po dokončení šestnáct 114mm kanónů ve dvoudělových věžích, čtyřicet čtyři 40mm kanónů a třicet sedm 20mm kanónů. Pohonný systém tvořilo osm kotlů Admiralty a čtyři parní turbíny o výkonu 148 000 hp, pohánějící čtyři lodní šrouby. Nejvyšší rychlost dosahovala 32 uzlů. Dosah byl 11 000 námořních mil při rychlosti 14 uzlů.